# دیگرانوهی هواکیمیان
دیگرانوهی هواکیمیان (ارمنی: Տիգրանուհի Հովակիմյան) مستندساز، کارگردان تلویزیونی و تهیه‌کننده تلویزیون ارمنی‌تبار اهل ایران است. وی از سال ۱۹۷۵ میلادی (۱۳۵۴) تاکنون مشغول فعالیت بوده‌است.

## زندگی‌نامه
هواکیمیان در سال ۱۹۵۲ میلادی (۱۳۳۱ خورشیدی) در همدان به دنیا آمد. وی خواهر رایموند هواکیمیان می‌باشد. تحصیلاتش را در رشتهٔ زیست‌شناسی در دانشگاه تهران به پایان برد. سپس تحصیلاتش را در رشته انگل‌شناسی مقاطع فوق لیسانس ۱۹۷۳ (۱۳۵۲) و دکترا ۲۰۰۰ (۱۳۷۹) در دانشگاه کمبریج انگلستان به پایان برد. هم چنین فوق لیسانس تکنولوژی آموزشی از دانشگاه ایالتی فلوریدا و سیراکیوز آمریکا ۱۹۷۷ (۱۳۵۶) دارد. هواکیمیان از ۱۹۷۵ (۱۳۵۴) به استخدام سازمان صدا و سیما درآمد و به عنوان تهیه‌کننده، محقق و کارگردان برنامه‌ها و فیلم‌های آموزشی، بهداشتی، و پزشکی، آثار متعددی را تولید کرده.
او از داوران بخش تجلی اراده ملی سی و هفتمین جشنواره فیلم فجر بود.

## آثار
فیلم‌های بیماری سل، جراحی قلب رماتیسمی، کمر درد، مروارید سیاه، انیمیشن دندان، و مجموعهٔ تلویزیونی داستانی شاهین می‌خواند از جمله آثاری است که توسط وی ساخته شده‌اند. 

## جوایز و افتخارات
برخی از این آثار در جشنوارهٔ بین‌المللی داخل و خارج از ایران دیپلم افتخار دریافت کرده‌اند. از جمله کمر درد، در چهارمین جشنوارهٔ سینمای علمی بارسلون برندهٔ دیپلم افتخار شده است. وی همچنین در سومین دوره جشنواره سوره برنده لوح افتخار بهترین تدوین و نگارش به خاطر فیلم واحد ۲۸ فولاد مبارکه شد.